# Michael Weigand

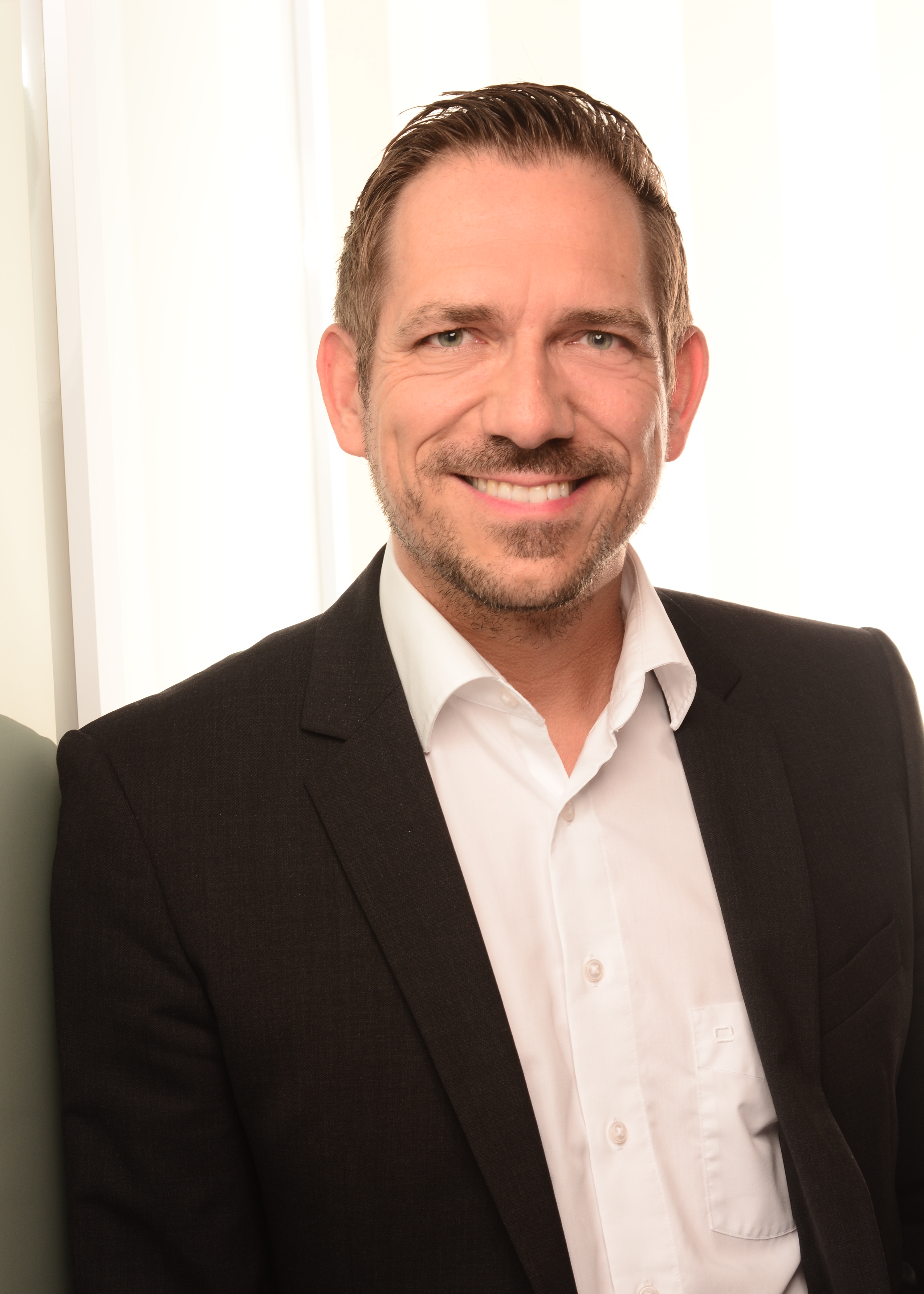
Michael Weigand (2018)

Michael Weigand (* 11. Februar 1977 in Mönchengladbach) ist ein deutscher Unternehmer und Kommunalpolitiker (CDU).

## Leben und Beruf
Im Jahr 2004 schloss er sein Studium mit dem Titel Magister artium als Historiker der neuen und neuesten Geschichte an der Heinrich-Heine-Universität Düsseldorf ab. Seine Abschlussarbeit beschäftigte sich mit der Diskussion über die deutsch-polnische Grenze im Wiedervereinigungsprozess 1989/90. In der Folgezeit arbeitete er freiberuflich als Historiker. Er war 2007 als Dozent für Zeitgeschichte und Integrationspolitik bei der Konrad-Adenauer-Stiftung tätig. Ab dem Jahr 2005 arbeitet er als Dozent für Geschichte an der Volkshochschule Mönchengladbach. Er war Mitarbeiter von Günter Krings. Seit 2011 arbeitete er als Lehrer für Geschichte, Politik, Sozialwissenschaften, Französisch, Englisch und Erdkunde an Gymnasien und Realschulen.

## Politische Laufbahn
Er ist Mitglied der Bezirksvertretung Mönchengladbach-Nord und dort Fraktionsvorsitzender der CDU, seit der Kommunalwahl 2004 Ersatzbewerber von Herbert Pauls im Wahlkreis Speick-Westend/Altstadt-Süd, war Mitglied im Landesvorstand der CDU Nordrhein-Westfalen, war Mitglied im Bundesvorstand der Ost- und Mitteldeutschen Vereinigung, war Stellvertretender Kreisvorsitzender der Ost- und Mitteldeutschen Vereinigung Mönchengladbach, Stellvertretender Landesvorsitzender des Bundes der Vertriebenen, Landesgruppe Nordrhein-Westfalen, Stellvertretender Kreisvorsitzender des Bundes der Vertriebenen, Kreisverband Mönchengladbach, und von 2006 bis 2012 Mitglied im Kreisvorstand der CDU Mönchengladbach. Im Jahre 2007 leitete er gemeinsam mit dem Mönchengladbacher Bundestagsabgeordneten Günter Krings die Kommission der Mönchengladbacher CDU zum neuen Grundsatzprogramm der Partei. Er ist der Integrationsbeauftragte der CDU Mönchengladbach.  Er wurde von der CDU in Nordrhein-Westfalen als einer von sechs Mönchengladbachern als Wahlmann in die 15. Bundesversammlung am 18. März 2012 in Berlin berufen. Er ist Mitglied der Pädagogischen Arbeitsgruppe der Bezirksregierung Münster für den Schülerwettbewerb „Begegnungen mit Osteuropa“. Zwischen 2004 und 2005 war er Vorsitzender der Jungen Union Mönchengladbach-Stadtmitte. Er ist seit dem 26. Juni 2021 wieder Mitglied des Kreisparteivorstandes der CDU Mönchengladbach. Er ist Stellvertretender Vorsitzender der CDU Mönchengladbach-Nord. Er ist Stellvertretender Vorsitzender der Mittelstands- und Wirtschaftsunion, Kreisverband Mönchengladbach.

## Vereinspolitische Aktivität bei Borussia Mönchengladbach
Er ist seit 1992 Mitglied des Fanprojekts Mönchengladbach e.V. (jetzt FPMG Supporters Club e.V.) und seit 1998 Vereinsmitglied beim Fußballverein Borussia Mönchengladbach. Bei den Jahreshauptversammlungen der Jahre 2007, 2009, 2010 und 2011 von Borussia Mönchengladbach trat er als Sprecher einer Gruppe aus Vereinsmitgliedern auf, die den Verein durch Satzungsänderungsanträge basisdemokratischer gestalten wollten. Die Gruppe nannte sich seit Dezember 2010 Mitgliederoffensive 2007/2011 und umfasste mehrere hundert Mitglieder und Anhänger des Vereins. Bei den Jahreshauptversammlungen 2009 und 2010 erzielte die Gruppe mehrere Satzungsänderungen der Vereinssatzung, darunter die Installierung eines weiteren Vizepräsidenten mit der Zuständigkeit im Bereich Sport, die Vergrößerung des Präsidiums des Vereins, die Besetzung des Aufsichtsrats nur durch Vereinsmitglieder und die komplette Wahl des Aufsichtsrates durch die Mitgliederversammlung. Im Jahre 2011 kam es zu einer öffentlichkeitswirksamen Auseinandersetzung mit der Vereinsspitze und insbesondere einer weiteren konkurrierenden Gruppe in der Vereinspolitik, der Initiative Borussia um Aushängeschild Stefan Effenberg. Die Gruppe gab vor, den Verein transparenter, klarer und offener machen zu wollen und sprach der Vereinsführung und der Initiative Borussia diese Zielsetzung ab. In einer Pressekonferenz am 9. Januar 2011 trat die Mitgliederoffensive 2007/2011 dabei erstmals im Rahmen einer Pressekonferenz in Erscheinung und präsentierte auf einer weiteren Pressekonferenz am 18. Mai 2011 ihr Personal für die Führungsgremien des Vereins. Im Vorfeld der Mitgliederversammlung am 29. Mai 2011 verschärfte sich der Ton zwischen den konkurrierenden Gruppen der zunehmend über die Medien geführten Auseinandersetzung deutlich. Bei einer Demonstration der Fanszene der Borussia vor dem letzten Heimspiel gegen den SC Freiburg rief Michael Weigand die anwesenden mehreren tausend Anhänger auf, weiterhin die Ziele der Mitgliederoffensive zu unterstützen und keine Angst vor Stefan Effenberg und der Initiative Borussia zu haben. Daraufhin wurde der Fanclub Preußen '93, dem Michael Weigand vorsteht, durch eine anonyme E-Mail, die von einem Server aus dem Ausland an die Medienvertreter geschickt wurde, eines rechtslastigen Gedankenguts bezichtigt. Michael Weigand reagierte mit einer Strafanzeige gegen unbekannt. Bei der Mitgliederversammlung selbst bekamen zwei der drei eingereichten Satzungsänderungsanträge der Mitgliederoffensive 2007/2011 die notwendige Mehrheit der anwesenden Mitglieder, während die Initiative Borussia mit ihrem Antrag deutlich scheiterte. Seit 2015 ist er als Vorstandsmitglied der Fanhilfe Mönchengladbach aktiv. Seit dem 1. Dezember 2019 ist er im FPMG Supporters Club e.V. für den Bereich Öffentlichkeitsarbeit als Mitglied des Vorstands tätig. Er zeichnet verantwortlich für die Reihe „19 Tage“ des FPMG Supporters Club e.V., in welcher dieser seine eigene Geschichte aufarbeitet.

## Unternehmerische Tätigkeit
Ab dem Jahr 2009 ist er Geschäftsführender Inhaber der Lern- und Bildungsakademie Mönchengladbach. Seit 2018 leitet er die Michael Weigand Consulting (MWC).
Im August 2019 initiierte die Lern- und Bildungsakademie das Projekt „Unternehmen 2020 - Ondernemen 2020“ gemeinsam mit zwei niederländischen Unternehmern, das zum Ziel hatte, eine grenzüberschreitende Praktikumsbörse bei klein- und mittelständischen Unternehmen in der Grenzregion einzurichten. Das Projekt wurde aufgrund der einsetzenden Corona-Pandemie abgebrochen.
Im April 2021 veröffentlichte die Lern- und Bildungsakademie in Zusammenarbeit mit der Maastricht University und der Zürcher Hochschule für Angewandte Wissenschaften die Studie „Junco“ unter seiner Leitung, in der die Folgen der Corona-Pandemie auf Jugendliche und junge Erwachsene im deutsch-niederländischen Grenzgebiet untersucht wurden. Junco fand heraus, dass die Belastungen der Jugendlichen durch die Corona-Pandemie erheblich waren und vor allem die Ausbildung von Stereotypen gegenüber dem Nachbarn deutlich gestiegen war.
Gemeinsam mit dem Verband der Nachhilfe- und Nachmittagsschulen Deutschlands e.V. (VNN) und dem Bundesverband Leseförderung (BVL) führte die Lern- und Bildungsakademie im Juli 2021 einen Sommerleseclub „Ferienzeit und Leseglück“ zur Förderung der Lesekompetenzen von Grundschülern durch.
Im Sommer 2021 führte sein Unternehmen die so genannte „Summer School“ zur Aufarbeitung der Lernlücken durch die Corona-Pandemie im Rahmen des nordrhein-westfälischen Programms „Extra-Zeit zum Lernen“ durch.
Im Mai 2022 erschien die Jubiläumschronik der Landeszentrale für politische Bildung NRW, welche von der Lern- und Bildungsakademie erstellt wurde.

## Trivia
Am 24. Juli 2010 war er kurz vor dem Unglück bei der Love Parade mit 21 Todesopfern in Duisburg anwesend. Am 14. Juli 2016 entging er mit seiner damaligen Lebensgefährtin dem Anschlag in Nizza während eines Südfrankreichurlaubs nur knapp.

## Kritik
Der Tagesspiegel veröffentlichte am 6. März 2012 Auszüge aus dem Internet, nach denen Weigand dem Fanclub Preußen93 von Borussia Mönchengladbach vorsteht, der nach diesen Hinweisen im Internet einen rechtsextremistischen Hintergrund haben könnte. Er stehe darüber hinaus auf einer Liste der Spender der Jungen Freiheit, behauptete die Gruppe Anonymous. Diese Vorwürfe wurden von Weigand bestritten. Die Jusos Mönchengladbach, die Weigand aufgrund des aufgestellten Vorwurfes der Unterstützung der Jungen Freiheit zum Rücktritt aufgefordert hatten, entschuldigten sich bei ihm unter Berufung auf Weigands eigene Darstellung im Rahmen einer freiwilligen Unterlassungserklärung.
Die SPD in NRW hält die Berichte für alarmierend. Die Nordrhein-Westfälische CDU hält die Vorwürfe für glaubhaft ausgeräumt, distanziert sich aber von dem Fanclub Preußen93.